# 善德堂
善德堂，位在嘉義縣水上鄉，為齋教龍華派之齋堂。

## 歷史
清領時期道光年間創建，為齋教龍華派之齋堂，供奉觀音菩薩。日治時代昭和7年（1932年）重修，建築融合台、日、華、洋風，且有已故國寶級彩繪大師陳玉峰之彩繪。2021年指定為縣定古蹟。